# Bikin
Bikin (ros. Бикин) – miasto w Rosji, w Kraju Chabarowskim, centrum administracyjne rejonu bikińskiego. Położony jest na prawym brzegu rzeki Bikin, dopływu Ussuri, 223 km od Chabarowska, przy granicy z Chinami.
Miejscowość powstała w roku 1885 w związku z budową w latach 1884–1887 linii kolejowej Władywostok-Chabarowsk. Status miasta od 1938 roku.